# Oliver Plunkett
Oliver Plunkett of Plunket (Iers: Oileabhéar Pluincéad) (Loughcrew, 1 november 1629 - Tyburn, 1 juli 1681) was aartsbisschop van het rooms-katholieke aartsbisdom Armagh en daarmee leider van de Rooms-Katholieke Kerk in Ierland ten tijde van de regeerperiode van Karel II van Engeland. Hij werd geëxecuteerd en geldt als de laatste Rooms-katholieke martelaar die in Engeland omkwam. Hij werd zalig verklaard in 1920 en in 1975 heilig verklaard.

## Biografie
Plunkett stamde uit de Ierse adel. Zijn familie steunde koning Karel I van Engeland.
Tot zijn 16 jaar zorgde zijn neef Patrick Plunkett, abt van de Cisterciënzers in de St. Mary's Abbey in Dublin voor zijn opvoeding. Hij studeerde in Ierland bij de jezuïeten en vanaf 1647 aan het Pontifical Irish College in Rome, waar hij op 1 januari 1654 tot priester werd gewijd.
Door de in 1641 uitgebroken burgeroorlog van de katholieke Ieren tegen de protestantse Engelsen kon hij echter niet naar zijn vaderland terugkeren en doceerde hij van 1654 tot 1669 theologie aan de Congregatie voor de Evangelisatie van de Volkeren te Rome. Hij werd in die periode ook procurator voor de Ierse bisschoppen in Rome.

## Aartsbisschop
Op 9 juli 1669 werd hij aartsbisschop van Armagh benoemd en primaat van Ierland. Onderweg naar zijn vaderland werd hij op 30 november 1669 in Gent tot bisschop gewijd door de Gentse bisschop Eugeen Albert d'Allamont. In de Sint-Baafskathedraal in Gent herinnert een gedenkplaat in de Askapel van de crypte aan zijn wijding aldaar. Hij stichtte een jezuïetenschool in Drogheda, met een jongensschool en een college voor theologiestudenten. Hij breidde zijn ambt uit tot de Keltisch sprekende katholieken van de Schotse Hooglanden en de Schotse eilanden.
Als hoofd van de Anglicaanse Kerk eiste de zoon van Karel I, koning Karel II, van zijn katholieke onderdanen dat zij erkenden dat de paus niet het recht had om een koning af te zetten. Plunkett weigerde die erkenning en dook onder.

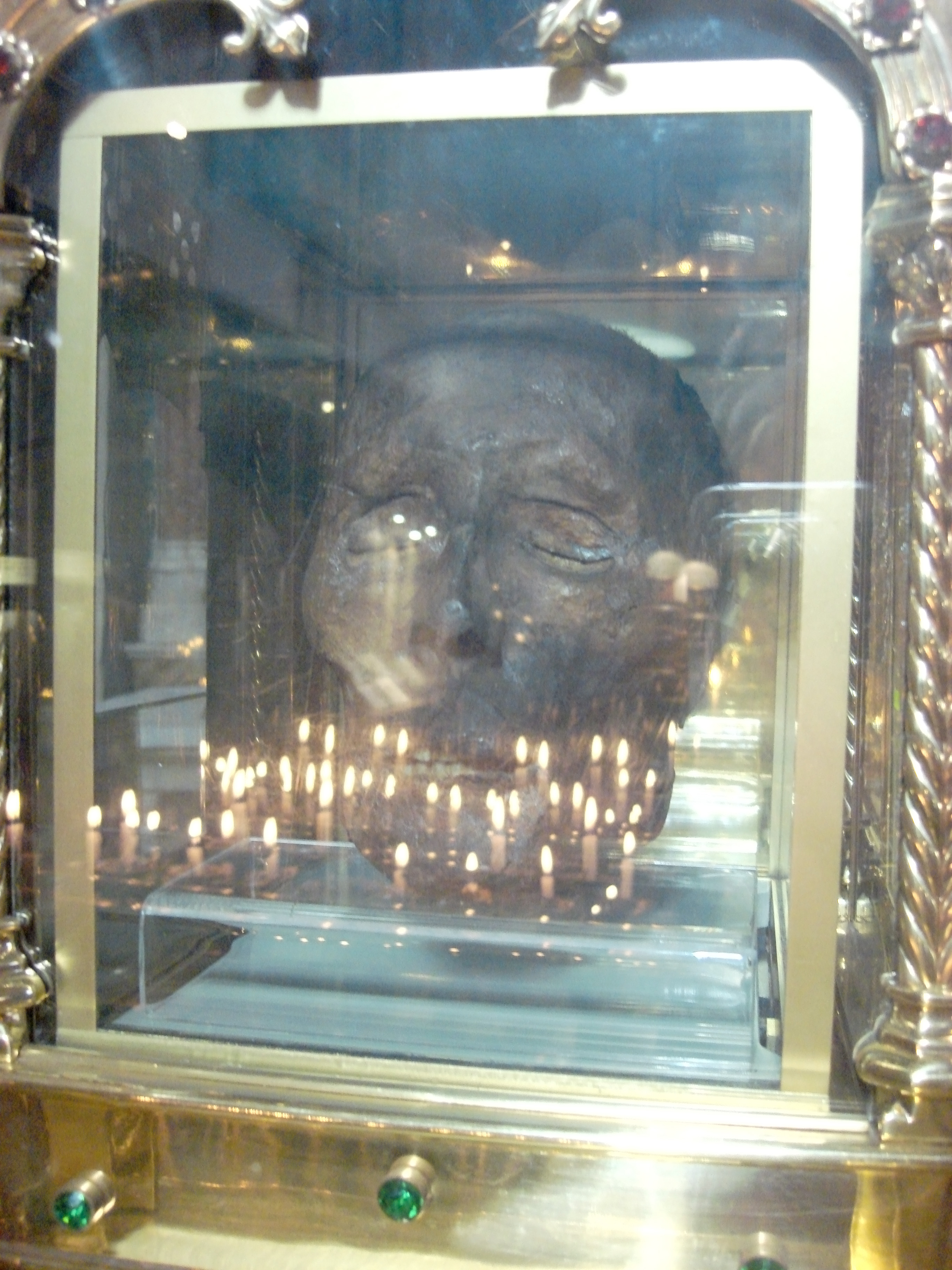
Het hoofd van Oliver Plunkett wordt bewaard in zijn schrijn in de Sint-Pieterskerk van Drogheda

In 1679 werd hij gearresteerd en berecht wegens samenspanning tegen de staat door mee te werken aan de inval van 20.000 Franse soldaten in zijn land en door het opleggen van een belasting aan de geestelijkheid om 70.000 rebellen te financieren. Lord Shaftesbury besefte dat Plunkett in Ierland nooit veroordeeld zou worden en liet hem overbrengen naar de Newgate-gevangenis in Londen. Een eerste rechtbank oordeelde hem niet schuldig, maar toch werd hij niet vrijgelaten. Bij een tweede rechtszaak vond de jury hem schuldig aan hoogverraad voor "het bevorderen van het katholiek geloof". De koning weigerde gratie. Hij werd opgehangen, uitgerekt en gevierendeeld, toen de gebruikelijke straf voor hoogverraad.
Na zijn dood werd zijn lichaam verbrand, maar enkele gelovigen slaagden erin zijn hoofd te redden. Dit werd in een reliekschrijn aangebracht die zich nu bevindt in St. Peter's Roman Catholic Church in Drogheda. Ook bevindt sinds 1683 een deel van zijn stoffelijke resten zich in de kloosterkerk van Lamspringe in Duitsland. Jaarlijks vindt daar ook een bedevaart te zijner gedachtenis plaats. Lamspringe was aan het eind van de 17e eeuw een toevluchtsoord voor Engelse katholieken, onder wie ook monniken.

## Heilige
Plunkett was de laatste katholiek die voor zijn geloof in Tyburn stierf en de eerste Ierse martelaar die (op 23 mei 1920 door Paus Benedictus XV) zalig verklaard werd. Op 10 oktober 1975 werd Plunkett heilig verklaard door paus Paulus VI; hij wordt herdacht op 11 juli. Hij is patroonheilige van het aartsbisdom Armagh.